# Дон Амічі
Дон Амічі (англ. Don Ameche; 31 травня 1908 — 6 грудня 1993) — американський актор, лауреат премії «Оскар».

## Біографія
Предки Доменіка Фелікса Амічі (італ. Dominic Felix Amici) були італійцями, німцями та ірландцями. Кар'єру він розпочав у водевілях, а в 1935 році дебютував в кіно, ставши до кінця десятиліття одним з провідних акторів Голлівуду. Серед його ранніх робіт ролі у фільмах «Одна на мільйон» (1936), «В старому Чикаго» (1937), «Три мушкетери» (1939) і «Історія Александра Грехема Белла» (1939). Великим проривом для нього також стала роль в номінованому на «Оскар» фільмі «Небеса можуть почекати» в 1943 році.
Ролі Амічі в кіно були настільки різноманітними і реальними, що комік Фред Аллен одного разу навіть пожартувавши, сказав: «Скоро Дон Амічі зіграє самого Дона Амічі», що той, власне, незабаром і зробив, з'явившись у фільмі «Воно у валізі!» (1945). Дон Амічі також успішно виступав на радіо, зіграв кілька помітних ролей на Бродвеї, і був частим гостем в різних телевізійних показах.
У 1983 році Амічі разом з ще одним ветераном американського кіно Ральфом Белламі успішно повернувся на великий екран в ролі одного з братів Дьюк у фільмі «Помінятися місцями». Надалі він продовжив кінокар'єру, з'явившись у фільмах «Кокон» (1985), за роль в якому він був удостоєний премії «Оскар», «Гаррі і Хендерсон» (1987), «Поїздка в Америку» (1988), «Кокон 2: повернення» (1988) і «Оскар» (1991). Його останніми ролями в кіно стала озвучка пса Шедоу у фільмі «Дорога додому: Неймовірна подорож» (1993) і роль дідуся Гаррі у фільмі «Корріна, Корріна» (1994). Роботи Дона Амічі на радіо і телебаченні були відзначені зірками на Голлівудській алеї слави.
Дон Амічі помер від раку простати в невеликому містечку в Аризоні в віці 85 років.

## Вшанування пам'яті
Його ім'я вибите на Алеї Слави у Голлівуді.

## Фільмографія
| Рік  |    | Українська назва                        | Оригінальна назва                       | Роль        |
| ---- | -- | --------------------------------------- | --------------------------------------- | ----------- |
| 1935 | ф  | Клів з Індії                            | Clive of India                          |             |
| 1935 | ф  | Dante's Inferno                         | Dante's Inferno                         |             |
| 1936 | ф  | Гріхи людини                            | Sins of Man                             |             |
| 1936 | ф  | One in a Million                        | One in a Million                        |             |
| 1936 | ф  | Ladies in Love                          | Ladies in Love                          |             |
| 1936 | ф  | Ramona                                  | Ramona                                  |             |
| 1937 | ф  | In Old Chicago                          | In Old Chicago                          |             |
| 1937 | ф  | Love Is News                            | Love Is News                            |             |
| 1937 | ф  | You Can't Have Everything               | You Can't Have Everything               |             |
| 1937 | ф  | Fifty Roads to Town                     | Fifty Roads to Town                     |             |
| 1937 | ф  | Love Under Fire                         | Love Under Fire                         |             |
| 1938 | ф  | Щасливе приземлення                     | Happy Landing                           |             |
| 1938 | ф  | Регтайм бенд Олександра                 | Alexander's Ragtime Band                | Чарлі Дваєр |
| 1938 | ф  | Gateway                                 | Gateway                                 |             |
| 1938 | ф  | Josette                                 | Josette                                 |             |
| 1939 | ф  | Історія Александра Грехема Белла        | The Story of Alexander Graham Bell      |             |
| 1939 | ф  | Голлівудська кавалькада                 | Hollywood Cavalcade                     |             |
| 1939 | ф  | Midnight                                | Midnight                                |             |
| 1939 | ф  | Три мушкетери                           | The Three Musketeers                    |             |
| 1940 | ф  | Чотири сини                             | Four Sons                               |             |
| 1940 | ф  | Навіть по-аргентинськи                  | Down Argentine Way                      |             |
| 1940 | ф  | Ліліан Рассел                           | Lillian Russell                         |             |
| 1940 | ф  | Swanee River                            | Swanee River                            |             |
| 1941 | ф  | Та ніч в Ріо                            | That Night in Rio                       |             |
| 1941 | ф  | Moon Over Miami                         | Moon Over Miami                         |             |
| 1941 | ф  | Confirm or Deny                         | Confirm or Deny                         |             |
| 1941 | ф  | Kiss the Boys Goodbye                   | Kiss the Boys Goodbye                   |             |
| 1941 | ф  | The Feminine Touch                      | The Feminine Touch                      |             |
| 1942 | ф  | The Magnificent Dope                    | The Magnificent Dope                    |             |
| 1942 | ф  | Girl Trouble                            | Girl Trouble                            |             |
| 1943 | ф  | Heaven Can Wait                         | Heaven Can Wait                         |             |
| 1943 | ф  | Happy Land                              | Happy Land                              |             |
| 1943 | ф  | Something to Shout About                | Something to Shout About                |             |
| 1944 | ф  | Wing and a Prayer                       | Wing and a Prayer                       |             |
| 1944 | ф  | Greenwich Village                       | Greenwich Village                       |             |
| 1945 | ф  | It's in the Bag!                        | It's in the Bag!                        |             |
| 1945 | ф  | Guest Wife                              | Guest Wife                              |             |
| 1946 | ф  | So Goes My Love                         | So Goes My Love                         |             |
| 1947 | ф  | That's My Man                           | That's My Man                           |             |
| 1948 | ф  | Sleep, My Love                          | Sleep, My Love                          |             |
| 1950 | ф  | Slightly French                         | Slightly French                         |             |
| 1961 | ф  | A Fever in the Blood                    | A Fever in the Blood                    |             |
| 1966 | ф  | Picture Mommy Dead                      | Picture Mommy Dead                      |             |
| 1970 | ф  | The Boatniks                            | The Boatniks                            |             |
| 1970 | ф  | Suppose They Gave a War and Nobody Came | Suppose They Gave a War and Nobody Came |             |
| 1983 | ф  | Помінятися місцями                      | Trading Places                          |             |
| 1985 | ф  | Кокон (фільм)                           | Cocoon                                  |             |
| 1987 | ф  | Гаррі і Гендерсони                      | Harry and the Hendersons                |             |
| 1988 | ф  | Поїздка до Америки                      | Coming to America                       |             |
| 1988 | ф  | Cocoon: The Return                      | Cocoon: The Return                      |             |
| 1988 | ф  | Things Change                           | Things Change                           |             |
| 1990 | ф  | Oddball Hall                            | Oddball Hall                            |             |
| 1991 | ф  | Оскар                                   | Oscar                                   |             |
| 1991 | тф | Our Shining Moment                      | Our Shining Moment                      |             |
| 1992 | ф  | Folks!                                  | Folks!                                  |             |
| 1993 | ф  | Дорога додому: Неймовірна подорож       | Homeward Bound: The Incredible Journey  |             |
| 1994 | ф  | Corrina, Corrina                        | Corrina, Corrina                        |             |